# Brigades del Dia Promès
Les Brigades del Dia Promès (en àrab: لواء اليوم الموعود) originalment van ser anomenades "Els Resistents" (en àrab: المقاومون) van ser una organització xiïta i un grup insurgent que operava a l'Iraq durant la invasió nord-americana.
En 2010, era un dels majors i més poderosos grups d'operacions especials a l'Iraq. El grup va ser creat com a successor de l'Exèrcit del Mahdí del clergue Moktada al Sadr, que era la major milícia xiïta fins a la seva dissolució en 2008, altres grups d'operacions especials es van unir a les brigades. Sadr anteriorment havia parlat sobre la creació d'una unitat de guerrilla que continuaria amb les activitats armades de l'Exèrcit del Mahdí, però al novembre de 2008 va nomenar a l'organització quan va declarar la creació de les Brigades del Dia Promès. Les seves activitats es van incrementar particularment des de maig de 2009. El nom del grup és una referència a un terme alternatiu per referir-se al Dia del Judici Islàmic. El grup presumptament rep suport del govern d'Iran. La repressió imperialista contra el grup, a la fi de 2009, va portar a l'arrest de 18 dels seus membres incloent entre ells a varis dels seus comandants. Al novembre de 2009, el líder del grup a la ciutat de Bàssora va ser arrestat a Al-Amarah. A l'octubre de 2009, les Brigades del Dia Promès van lluitar una batalla contra un grup rival, la Força Especial de Asaib Al-Haq, tots dos grups van lluitar pel control de Sadr City. Les brigades del Dia Promès finalment van guanyar la batalla i van destruir la casa d'Abdul Hadi Al-Darraji, el líder del grup rival.
Des de llavors, les brigades han estat el grup insurgent iraquià més poderós i tenen el seu principal bastió al barri de Sadr City, a Bagdad, els insurgents han incrementat les seves activitats allà. Al juliol de 2010, el General Ray Odierno va dir que l'Iran recolzava a tres grups xiïtes a l'Iraq, i que aquests grups havien intentat atacar les bases nord-americanes: Els oficials nord-americans creuen que d'aquests tres grups insurgents, les Brigades del Dia Promès representen la major amenaça per a la seguretat de les forces d'ocupació nord-americanes desplegades a l'Iraq. Les brigades són aliades del grup xiïta Kataeb Hezbollah.